# フィッシャーカメレオン
フィッシャーカメレオン（学名：Bradypodion fischeri）は、カメレオン科ハチノスカメレオン属に分類されるカメレオン。

## 分布
ケニア、タンザニア

## 形態
全長30-45cm。メスよりもオスの方が大型になる。吻端に1対の角状の突起がある。頭頂部のクレストは平たく目立たない。
吻端の角はオスの方が大型になる。
- B. f. fischeri

最大亜種。

## 亜種
- Bradypodion fischeri fischeri　(Reichenow, 1895)　Giant Fischer's chameleon
- Bradypodion fischeri multituberculatum　Nieden, 1913　Western Fischer's chameleon
- Bradypodion fischeri uluguruensis　Loveridge, 1957　Uluguru Fischer's chameleon

## 生態
高地にある森林に生息する。
食性は動物食で、昆虫類や節足動物、小型爬虫類等を食べる。
繁殖形態は卵生。繁殖期になるとオス同士は角を突き合わせて争う。1回に8-23個の卵を地中に産む。卵は20-23℃の環境において180日で孵化した記録がある。

## 人間との関係
ペットとして飼育されることもあり日本にも輸入されている。主に野生個体が流通するが、繁殖個体が流通することもある。強い照明は避け、風通しのよいトリカゴで飼うのが向いている。